# Бату (місто)
Бату (індонез. Batu) — місто в індонезійській провінції Східна Ява.

## Географія
Бату розташовується на сході острова Ява, лежить на південний захід від вулкану Арджуна і на північний схід від вулкану Бутак.

### Клімат
Місто знаходиться у зоні, котра характеризується кліматом тропічних саван. Найтепліший місяць — листопад із середньою температурою 25.4 °C (77.7 °F). Найхолодніший місяць — липень, із середньою температурою 23.4 °С (74.1 °F).
| Клімат Бату             | Клімат Бату | Клімат Бату | Клімат Бату | Клімат Бату | Клімат Бату | Клімат Бату | Клімат Бату | Клімат Бату | Клімат Бату | Клімат Бату | Клімат Бату | Клімат Бату | Клімат Бату |
| Показник                | Січ.        | Лют.        | Бер.        | Квіт.       | Трав.       | Черв.       | Лип.        | Серп.       | Вер.        | Жовт.       | Лист.       | Груд.       | Рік         |
| Середня температура, °C | 24,9        | 24,9        | 24,9        | 24,9        | 24,6        | 23,7        | 23,4        | 23,5        | 24          | 25,2        | 25,4        | 25,2        | 24,6        |
| Норма опадів, мм        | 467.5       | 392         | 403.2       | 277.2       | 196         | 88.9        | 60.2        | 35.7        | 106.1       | 210.3       | 348.8       | 457         | 3042.9      |
| Днів з опадами          | 18,8        | 18,5        | 16,9        | 11,8        | 8,7         | 7,2         | 4,3         | 3,3         | 3,5         | 4,2         | 7           | 15,4        | 119,6       |
| Вологість повітря, %    | 81.7        | 82.3        | 82.2        | 79.2        | 79.8        | 77.3        | 75.1        | 72.9        | 70.9        | 70.9        | 74.4        | 79.1        | 77.2        |
| ----------------------- | ----------- | ----------- | ----------- | ----------- | ----------- | ----------- | ----------- | ----------- | ----------- | ----------- | ----------- | ----------- | ----------- |
| Джерело: Weatherbase    |             |             |             |             |             |             |             |             |             |             |             |             |             |